# Душек, Ференц
Ференц Душек (Ferenc Duschek; 28 августа 1797, Радовеснице близ Билина, Австрийская империя (сейчас район Теплице Устецкого края Чешской Республики) — 27 октября 1873, Чорнковце) — венгерский государственный деятель, министр финансов Венгрии во время Революции 1848—1849 годов (28 сентября 1848 — 11 августа 1849).

## Биография
Образование получил в Буде, Эгере и Пеште. Благодаря усердию и образованию завоевал благосклонность графа Йожефа Майлата, президента казначейства, настолько, что тот взял его с собой в качестве писца, когда тот был отправлен в качестве королевского комиссара в Риеку (Хорватия). Ф. Душек, вернувшись в Буду дослужился до должности секретаря, затем стал секретарём канцелярии и, наконец, принял участие в государственном совете, высшем и наиболее важном административном органе монархии того времени. Приобрел большое влияние своей деятельностью.
Несмотря на свой скромное происхождение, в 1845 году был назначен вице-президентом палаты венгерского королевского двора. В знак признания его заслуг был назначен главным лесничим округа Будай, возведён во дворянство, получил фамильный герб от венгерского короля Франца II.
Вовремя Революции 1848—1849 годов возглавил министерство финансов Венгрии в правительстве Лайоша Кошута и доказал свою эффективность даже в революционных условиях. После Сражения при Темешваре пытался бежать, но был пойман и сдался австрийской армии. Передал государственную казну, насчитывавшую около 5 миллионов золота и серебра, австрийскому полномочному представителю. С тех пор жил как частное лицо в полном одиночестве в Венгрии, не подвергаясь судебному преследованию, и умер 17 октября 1873 года.